# Aleksej Svirin
Aleksej Vladimirovitj Svirin (på russisk: Алексей Владимирович Свирин) (født 15. december 1978 i Moskva, Sovjetunionen) er en russisk tidligere roer og olympisk guldvinder.
Svirin var en del af den russiske dobbeltfirer, der vandt guld ved OL 2004 i Athen, efter en finale hvor Tjekkiet fik sølv mens Ukraine tog bronzemedaljerne. Bådens øvrige besætning var Nikolaj Spinjov, Igor Kravtsov og Sergej Fedorovtsev. Han deltog også ved OL 2008 i Beijing og ved OL 2012 i London.
Svirin blev desuden to gange, i 2007 og 2011, europamester, som del af den russiske dobbeltfirer.

## OL-medaljer
- 2004:  Guld i dobbeltfirer